# Salih Aličehić
Salih Emin-efendija Aličehić (15. května 1865 Travnik, osmanská říše – 5. června 1908 Bosna a Hercegovina) byl bosenskohercegovský pedagog bosňáckého původu.

## Životopis
V rodném městě navštěvoval mekteb a medresu, základní a střední islámskou školu. Mezi lety 1881 a 1885 se vzdělával na nedávno otevřeném nižším gymnáziu v Sarajevu. Nato byl umístěn jako dočasný učitel do národní základní školy v Mostaru a pak od roku 1888 do sarajevské ruždie (druhé národní chlapecké základní školy). Roku 1890 složil učitelskou zkoušku, načež byl Zemskou vládou v Bosně a Heregovině poslán na studium na Vyšší pedagogickou školu (Pädagogiums) ve Vídni. Tu dokončil jako první muslim z Bosny a Hercegoviny. Po návratu do vlasti roku 1894 byl jmenován ředitelem sarajevské ruždie, islámské základní školy, a islámské učitelské přípravky, Daru-l-mualliminu. Na této pozici zůstal do roku 1907, kdy jej vystřídal Ahmed Šćeta.